# Sigma Alpha Epsilon
Sigma Alpha Epsilon（ΣΑΕ，简称SAE兄弟会），是美国最大的大学兄弟会之一。它于1856年3月9日在美国南部的阿拉巴马大学成立，是美国南部第一个希腊式大学兄弟会组织、世界上人数最多的兄弟会，也是现存兄弟会中唯一一个成立于南部的兄弟会。其总部位于伊利诺伊的西北大学。这个兄弟会因其俄克拉荷马大学支部2015年3月的种族歧视事件而备受争议。 

## 历史
1856年3月9日，SAE兄弟会在美国南方名校阿拉巴马大学成立，创建者为诺贝尔·迪沃特（Noble Leslie DeVotie）和奈特安·考克雷尔（Nathan Elams Cockrell）。SAE是现存唯一成立于南方的兄弟会。该兄弟会在成立后在南方发展很快，到了1857年，他们已经拥有了7个支部；到了1858年，他们在田纳西州举行了第一次全国SAE联会 。到1861年南北战争爆发时，他们已经拥有了15个支部、共400个会员，其中369名会员参加了战争；其中创建人之一迪沃特在战争正式开火前渡河时溺亡，是美国南北战争中南方的第一个牺牲者。
南北战争几乎使得SAE兄弟会覆灭。战后，15个支部中有14个毁于战火，只有位于华盛顿特区的乔治华盛顿大学支部幸存。1865年，弗吉尼亚大学的支部重建。同年，一些退伍的军人在佐治亚大学建立了新的SAE支部。这才使SAE兄弟会真正地存活了下来。随后，更多的支部得以新建或重建。1867年，战后的第一次SAE全国会议在纳什维尔召开。
1870年开始，SAE兄弟会开始在全国范围迅速发展。到了1883年，北方也出现了第一个SAE的支部，即位于宾夕法尼亚州的葛底斯堡学院的支部。两年后，在北方的俄亥俄州也出现了新的联合山学院支部。到了1886年，全国已经拥有49个支部。
虽然全国拥有49个支部，在1886年，SAE兄弟会活动少，经费少，会员也少，缺乏生机。然而，田纳西州的罗兹学院支部的邦丁兄弟改变了这一情况。在他们的号召和带领下，SAE进入了一个新的发展阶段，会员数量急速增长。1894年，兄弟之一的哈利·邦丁（Harry Bunting）去了西北大学，并在那里成立了SAE的全国总部。邦丁离开后，他的好友比利·勒维尔（William Collin "Billy" Levere）成为了SAE的新领袖。勒维尔在之后30年间把毕生精力投在了发展SAE的事业上。1927年勒维尔去世后，SAE将他奉为再生父。兄弟会在西北大学校园的密歇根湖的湖畔新建了一座哥特式建筑，称为勒维尔纪念庙，1930年起作为SAE的新总部大楼

## 口号
SAE兄弟会的目标是：为成员提供、促进和保障高水平的友谊、学术和服务。他们的口号是：真正的绅士。每个加入SAE的新成员需要背诵约翰·沃尔特·怀兰（John Walter Wayland）的一段话：
“真正的绅士会善良且得体地行事，即使在突发情况下也能冷静地自控。他不会让穷人困窘，让平民卑微，让弱者无助。他会舍己助人，而不依附权势、阿谀富贵、贪图名利。他会是真诚坦率且富于同情心的。他言出必行，体谅他人，而非自私自利。他在任何场合都出入得体。他以美德为荣。”

## 争议
SAE在150多年的历史中发生过多起争议事件。例如，2006年以来，先后有9名该兄弟会的成员因在兄弟会集会过程中醉酒而死。已经有超过100个支部因为各种出格行为被所在学校处罚。这个趋势在2010年以后呈现出上升趋势，因为已经有15个支部因为各种严重违规（如醉酒、斗殴和性侵等）被学校暂时或永远取消合法组织资格，其中包括创建地阿拉巴马大学的支部，以及雪城大学、加州大学戴维斯分校、南加州大学、斯坦福大学、爱荷华州立大学、路易斯安那州立大学、加州大学圣塔芭芭拉分校、德雷塞尔大学和耶鲁大学等名校的支部。2013年，亚利桑那州立大学支部的一名未满饮酒年龄的会员在集会后醉酒，被同伴随意遗弃在医院门外，几乎丧命。2014年，康奈尔大学和达特茅斯学院的SAE分部先后爆出虐待新成员甚至致死的案例。
比起醉酒和性侵，人们对SAE这个世界最大学生兄弟会之一的组织的更大的非议源于他们一些支部的种族歧视事件。历史上，SAE的多个支部因为发生种族歧视事件而受到处罚甚至被注销。例如，辛辛那提大学支部在1982年因为在马丁路德金生日的那天举行有种族歧视主题的集会而被学校暂停资格两年。圣路易斯华盛顿大学支部在2013年因为侮辱和诋毁非裔美国人而被学校吊销资格。克莱姆森大学支部在2014年也因为组织了针对加州黑人的歧视活动而被学校勒令停止活动。同年，亚利桑那大学支部因为歧视犹太人，并攻击了另一个由犹太人领导的兄弟会，而被学校除名。
最大的一次争议是在2015年3月。SAE俄克拉荷马大学支部的部分学生在一辆兄弟会自己的大巴车上高唱侮辱黑人的歌。歌词里面含有“黑鬼”等侮辱性词语，并且歌词说SAE里永远不会有黑人，要把黑人吊在树上等。他们的歌声被俄克拉荷马大学的另一个组织，致力于推行种族平等的Unheard社团派在SAE的卧底录下，并发布在网上，使得舆论一片哗然。学校的学生和Sooner球队（校队）运动员进行了抗议。社会各界，包括SAE总部、主流媒体、非政府组织、人权组织以及俄克拉荷马州立大学、塔尔萨大学、密歇根大学、加州大学、德克萨斯大学、杜克大学等院校，都对此事公开表示谴责。俄克拉荷马大学的校长戴维·博仁（David Boren）相当震怒，立刻宣布将SAE逐出校园，勒令SAE在一天之内清空活动场所从校园消失，并且开除了挑头的两名学生。